# Federica Fornabaio
Federica Fornabaio (Andria, 8 marzo 1985) è una pianista, compositrice, direttrice d'orchestra e arrangiatrice italiana.
Ha diretto al Festival di Sanremo 2009 i cantanti Marco Carta ed Arisa, vincitori nelle loro rispettive categorie, risultando il primo direttore d'orchestra vincente in entrambe le sezioni; è stata la terza donna a dirigere l'orchestra a Sanremo (dopo Margherita Graczyk e Andrea Mirò) e il più giovane direttore d'orchestra nella storia del Festival.

## Biografia
Federica Fornabaio inizia lo studio del pianoforte all'età di 6 anni presso la Scuola di Musica Frédéric Chopin di Andria con il M° Mariella Di Gioia.
In seguito ad una serie di confronti vincenti in concorsi nazionali di pianoforte, nell'estate del ‘96 e '97 a 11 anni entra a far parte di una classe di allievi provenienti da tutto il mondo e di età non inferiore ai 25 anni all'interno del X e XI Corso Internazionale di perfezionamento di pianoforte tenutosi a Castel Del Monte, Andria, sotto la guida del M° Nicola Frisardi, docente del prestigioso Mozarteum di Salisburgo, e il M° Maurizio Matarrese del Conservatorio N. Piccinni di Bari.
Frequenta il liceo classico e nel contempo supera esami al conservatorio N. Piccini, poi a quello di Foggia U. Giordano.
Si trasferisce a Roma per studiare Pubblicità all'Istituto Europeo di Design e nel 2007 ne consegue la Laurea; nel contempo prosegue la sua formazione musicale prendendo parte al Corso di Colonne Sonore nella scuola Professione Cinema, poi nel 2006 partecipa attivamente allo stage in Musica per Film con il pianista Ludovico Einaudi presso la Libreria del Cinema di Roma, dove a fine corso si esibisce davanti allo stesso Einaudi e al regista Giuseppe Piccioni ottenendo entusiastici riconoscimenti.
Successivamente consegue il Diploma in Composizione e Musica Applicata al Saint Louis College of Music di Roma, sotto la guida dei Maestri Gianluca Podio, Ferdinando Nazzaro e Adriano Melchiorre.
Contemporaneamente fonda il progetto di teatro-swing Lafé du Cafè in collaborazione con la cantante e attrice Laura Seragusa, un lavoro ambizioso in cui si mescolano melodie al sapor di swing dell'Italia degli anni '30-'40 a testi graffianti e di alta attualità.
Il duo Lafé du Cafè è finalista al Premio Bindi di Santa Margherita Ligure (GE) nel 2008, e ottiene il Premio della Critica al concorso per Band Emergenti, il Festival di Ghedi, con il brano Madama Fiume; in questa occasione la Fornabaio viene notata in veste di pianista, compositrice ed orchestratrice, e firma il suo primo contratto discografico con la Warner Music.
Sempre nel 2008 prende parte al corso di Arrangiamento e Direzione d'Orchestra a Badia Prataglia (AR) e nel Febbraio 2009 dirige l'orchestra per i due brani vincitori della 59ª edizione del Festival di Sanremo, Sincerità (Arisa) e La Forza Mia (Marco Carta).
Il 18 settembre 2009 viene pubblicato l'album Federica Fornabaio (Warner Music Italia), suo debutto come solista, un lavoro strumentale di composizioni al pianoforte, che riscuote grandi consensi di critica e che le permette di esibirsi in importanti programmi televisivi.
Nel 2010 collabora con Roberto Vecchioni il quale le affida arrangiamento ed esecuzione al pianoforte del brano Love Song (Despedida), contenuta nell'album Chiamami ancora amore. Nello stesso anno viene premiata come Miglior Talento Musicale Emergente nel contest della rivista ‘What’s Up’.
Nel 2011 concorre al Festival di Venezia componendo le musiche originali per il cortometraggio La Sala  all'interno della sezione Orizzonti. Lo stesso sarà poi finalista ai Corti d’Argento 2013.
Nel 2013 compone la colonna sonora del documentario Pontif-Ex prodotto da Nacne per Rai Cinema.
Nel 2014 ottiene la Nomination per Miglior Colonna Sonora al Concorso cinematografico internazionale The 48 Hours Film Project di Roma per il cortometraggio L'Ospedale delle Bambole di Francesco Felli.
Nel 2015 pubblica l'EP Christmas Tales (Believe), che raggiunge i primi posti della classifica nella categoria Musica Classica. Nello stesso anno raggiunge le selezioni finali del Festival del BFI - British Film Industry di Londra, con la colonna sonora del cortometraggio Fare Thee Weel.
Nel 2016 partecipa ai World Soundtrack Awards di Gent, e al Mise-En Music Festival di New York.
Nel 2018 pubblica il suo secondo album, Unpeaceful (Sony Classical),  composizioni per piano e piccolo ensemble.
Nel 2022 collabora con i RaestaVinvE che le affidano l'arrangiamento ed esecuzione al pianoforte del brano Tu non mi basti mai , contenuta nell'EP Resto a sud.